# Kosmos 1275
Kosmos 1275, sovjetski vojni navigacijski i komunikacijski satelit iz programa Kosmos. Vrste je Parus.
Lansiran je 4. lipnja 1981. godine u 15:41 s kozmodroma Pljesecka, s mjesta 132/2. Lansiran je u nisku orbitu oko planeta Zemlje raketom nosačem Kosmos-3M 11K65M. Orbita mu je 958 km u perigeju i 1005 km u apogeju. Orbitne inklinacije je 82,96°. Spacetrackov kataloški broj je 12504. COSPARova oznaka je 1981-053-A. Zemlju obilazi u 104,72 minute. 
Iz misije je ostao još jedan dio koji je ostao kružiti u niskoj orbiti. Mnoštvo ostataka još kruži u niskoj orbiti ili se vratilo u atmosferu.

## Vanjske poveznice
- N2YO.com Search Satellite Database (engl.)
- Celes Trak SATCAT Format Documentation (engl.)
- Kunstman  Arhivirana inačica izvorne stranice od 12. kolovoza 2019. (Wayback Machine) Satellites in Orbit (engl.)